# Persone di nome Bonifacio
| Questa pagina contiene informazioni ricavate automaticamente dalle voci biografiche con l'ausilio del template Bio e di un bot. L'aggiornamento è periodico e automatico e ricostruisce completamente la pagina. Se manca una persona in questa lista, sei pregato di non aggiungerla, ma accertati piuttosto che la sua voce biografica contenga il template Bio e che i dati anagrafici siano correttamente compilati. Se il template Bio manca, inseriscilo tu stesso o, in alternativa, metti l'avviso {{tmp\|Bio}} che ne segnala la mancanza. Se i dati riportati sono sbagliati, correggi direttamente la voce biografica; le modifiche saranno visibili in questa lista entro pochi giorni. Per chiarimenti vedi il progetto antroponimi. La lista contiene solo le 69 persone che sono citate nell'enciclopedia e per le quali è stato implementato correttamente il template Bio. Pagina aggiornata al 6 mag 2025. |

Questa è una lista di persone presenti nell'enciclopedia che hanno il nome Bonifacio, suddivise per attività principale.

## Abati(1)
- Bonifacio Maria Krug, abate tedesco (Hünfeld, n. 1838 - Abbazia di Montecassino, † 1909)

## Ambasciatori(1)
- Bonifacio Antelmi, ambasciatore e funzionario italiano (Venezia, n. 1542 - † 1610)

## Archeologi(1)
- Bonifacio Chiovitti, archeologo e politico italiano (Bojano, n. 1810 - Bojano, † 1881)

## Arcivescovi cattolici(1)
- Bonifacio di Savoia, arcivescovo cattolico italiano (Sainte-Hélène-du-Lac - Sainte-Hélène-des-Millères, † 1270)

## Calciatori(3)
- Bonifacio Scaltriti, calciatore italiano (Correggio, n. 1903 - Reggio Emilia, † 1966)
- Bonifacio Smerzi, calciatore italiano (Verona, n. 1909 - Caprino Veronese, † 1988)
- Bonifacio Zuppini, calciatore italiano (Verona, n. 1897 - Isola della Scala, † 1927)

## Canottieri(1)
- Bonifacio De Bortoli, canottiere italiano (Varese, n. 1924 - Varese, † 1977)

## Cantanti(1)
- Bonifacio Petrone, cantante e attore teatrale italiano (Saponara, n. 1679 - Napoli, † 1734)

## Cardinali(3)
- Bonifacio Ammanati, cardinale italiano (Pistoia - Aigues-Mortes, † 1399)
- Bonifacio VII, cardinale italiano (Roma - Roma, † 985)
- Bonifacio Ferrero, cardinale e vescovo cattolico italiano (Biella, n. 1476 - Roma, † 1543)

## Compositori(1)
- Bonifazio Graziani, compositore italiano (Marino - Marino, † 1664)

## Condottieri(1)
- Facino Cane, condottiero italiano (Casale Monferrato, n. 1360 - Pavia, † 1412)

## Filosofi(1)
- Bonifacio Finetti, filosofo e linguista italiano (Gradisca d'Isonzo, n. 1705 - Farra d'Isonzo, † 1782)

## Generali(3)
- Bonifacio, generale romano († 432)
- Bonifacio Negri di Sanfront, generale italiano (Ponti, n. 1775 - † 1837)
- Bonifacio Visconti d'Ornavasso, generale italiano (Milano, n. 1788 - † 1877)

## Giuristi(1)
- Bonifacio Vitalini, giurista e presbitero italiano (Mantova - Avignone, † 1389)

## Militari(2)
- Bonifacio Caetani, IV duca di Sermoneta, militare italiano (Roma, n. 1516 - Cisterna, † 1574)
- Bonifacio de Camerana, militare italiano (Sicilia)

## Monaci cristiani(2)
- Bonifacio Ferreri, monaco cristiano, giurista e scrittore spagnolo (Valencia, n. 1355 - Altura, † 1417)
- Bonifacio Wimmer, monaco cristiano e missionario tedesco (Thalmassing, n. 1809 - Latrobe, † 1887)

## Nobili(6)
- Bonifacio Aldobrandeschi, nobile italiano
- Bonifacio III di Toscana, nobile italiano
- Bonifacio di Saluzzo, nobile italiano (n. 1184 - † 1212)
- Bonifacio II di Spoleto, nobile franco († 953)
- Bonifacio di Canossa, nobile (n. 985 - San Martino dell'Argine, † 1052)
- Bonifacio I di Challant, nobile italiano (Pierre-Châtel, † 1426)

## Papi(8)
- Papa Bonifacio I, papa, vescovo e santo (Roma - Roma, † 422)
- Papa Bonifacio II, papa, cardinale e vescovo ostrogoto (Roma - Roma, † 532)
- Papa Bonifacio III, papa e vescovo (Roma, n. 540 - Roma, † 607)
- Papa Bonifacio IV, papa, vescovo e santo italiano (Valeria - Roma, † 615)
- Papa Bonifacio V, papa e vescovo (Napoli - Roma, † 625)
- Papa Bonifacio VI, papa e cardinale italiano (Roma - Roma, † 896)
- Papa Bonifacio VIII, papa e cardinale italiano (Anagni - Roma, † 1303)
- Papa Bonifacio IX, papa e cardinale italiano (Casarano - Roma, † 1404)

## Pittori(2)
- Bonifacio Bembo, pittore e miniatore italiano (Brescia, n. 1420 - Milano, † 1480)
- Bonifacio Veronese, pittore italiano (Verona, n. 1487 - Venezia, † 1553)

## Poeti(1)
- Bonifacio De Luca, poeta italiano (Latronico, n. 1727 - Latronico, † 1798)

## Politici(4)
- Bonifacio Agliardi, politico italiano (Bergamo, n. 1510 - † 1580)
- Bonifacio Frigerio, politico italiano (Pont-Saint-Martin, n. 1764 - Bollengo, † 1838)
- Bonifacio Lupi, politico e condottiero italiano (Soragna, n. 1316 - Padova, † 1390)
- Bonifacio da Canossa, politico italiano († 1272)

## Registi(1)
- Bonifacio Angius, regista, sceneggiatore e attore italiano (Sassari, n. 1982)

## Religiosi(1)
- Bonifacio Zukowski, religioso polacco (Baran-Rapa, n. 1913 - Oświęcim, † 1942)

## Santi(1)
- Bonifacio di Tarso, santo romano (Roma - Tarso, † 307)

## Sovrani(2)
- Bonifacio I del Monferrato, sovrano italiano (n. 1150 - † 1207)
- Bonifacio II degli Aleramici, sovrano italiano (Moncalvo, † 1253)

## Vescovi(3)
- Bonifacio, vescovo e monaco cristiano anglosassone (Crediton - Dokkum, † 754)
- Bonifacio di Cartagine, vescovo romano (Cartagine, † 535)
- Bonifacio di Sutri, vescovo italiano

## Vescovi cattolici(10)
- Bonifacio Agliardi, vescovo cattolico italiano (Bergamo, n. 1612 - Rovigo, † 1667)
- Bonifacio I, vescovo cattolico italiano (Asti)
- Bonifacio, vescovo cattolico italiano (Mortara - Novara, † 1192)
- Bonifacio di Losanna, vescovo cattolico e beato belga (Abbazia di La Cambre, † 1260)
- Bonifacio, vescovo cattolico italiano
- Bonifacio Da Ponte, vescovo cattolico italiano (Venezia, n. 1726 - Capodistria, † 1810)
- Bonifacio I Del Carretto, vescovo cattolico italiano (Savona, † 1199)
- Bonifacio Falier, vescovo cattolico italiano († 1133)
- Bonifacio Radicati, vescovo cattolico italiano (Asti)
- Bonifacio di Valperga, vescovo cattolico italiano (Aosta, † 1243)

## Senza attività specificata(7)
- Bonifacio II di Toscana, marchese
- Bonifacio I di Toscana, marchese (Baviera - † 823)
- Bonifacio I di Clavesana, marchese italiano
- Bonifacio III del Monferrato, marchese (n. 1424 - † 1494)
- Bonifacio IV del Monferrato, marchese italiano (n. 1512 - † 1530)
- Bonifacio del Vasto, marchese italiano (Savona)
- Bonifacio di Savoia, conte (Chambéry, n. 1244 - Torino, † 1263)